# クウェンヤ
クウェンヤ（Quenya）は、J・R・R・トールキンの中つ国を舞台とした作品の中で、エルフが話す言語の一つである。共通エルダール語と呼ばれる初期の言語から、ヴァリノールに達したエルフ（かれらは、しばしば「上のエルフ」と呼ばれる）の間で発展した言語である。エルフの三王家のうち、ノルドールおよびヴァンヤールは、多少の差異はあるものの相互に理解できるクウェンヤの方言を話した。この言語はヴァラールも採用し、かれら固有の言語からいくらかの新しい要素を導入した。第三王家たるテレリは異なっているが密接に関連づけられた言語であるテレリ語を使った。

## 概要
クウェンヤの最も著しい特徴は高度な膠着語であるということで、単語は文法的な機能を示すために（通常接尾辞によって）規則変化する。例えば、英語の一つの文全体と同じ意味を持つ一つのクウェンヤ単語というのはありふれたことである。「かれらはそれを見たことがある」をクウェンヤでは一つの単語（すなわちEcénientes）で言うことができる。
フィクションの外部の観点としては、同じく膠着語であるフィンランド語の影響を受けている。音韻論も、フィンランド語に、またそれより少ないがイタリア語やスペイン語をもとにしている。すなわち、連続する子音を音節の最初や最後に置くことができない（一つの例外は双数与格の語尾―nt）。もう一つの規則は、単語が舌頂音で終わらないということである。
トールキンは生前公表したより多くのクウェンヤおよびかれの他の言語に関する資料を書いていた。Vinyar Tengwar 誌および Parma Eldalamberon 誌はトールキンの言語の書類の編集および公表に献身している。
初期のトールキンの著述（『中つ国の歴史』 The History of Middle-earth を参照）では、この言語はQenyaと呼ばれていて、『指輪物語』および『シルマリルの物語』で見られる形式になる前に、文法および語彙の両方で無数の修正をへた。
クウェンヤはSFとファンタジーの作家によって導入された多数の人工言語のうちの一つで、他の例にはクリンゴン語、ニュースピーク（新語法、『1984年』）、ナッドサット（『時計じかけのオレンジ』）およびLapine（うさぎ語、『ウォーターシップ・ダウンのうさぎたち』）がある。

## 歴史

### 中つ国での使用禁止
ヴァリノールに暗闇が訪れた後中つ国に帰還したノルドールは、お互いの間でクウェンヤを使った。しかしながら、ドリアスのシンダールの王シンゴルは、ノルドールによるテレリの殺害について知ると、かれの国民とノルドールに対しクウェンヤの使用を禁止し、シンダール語のみで意思を伝え合うように強いた。このためノルドールもシンダール語を日常の言葉とし、クウェンヤはノルドールの公子たちの間のみ話された。しかし伝承の言葉としては廃れることはなかった。

### 第三紀
中つ国の第三紀（『指輪物語』の時代）には、クウェンヤは公式な名前と著作にだけ使われるようになっていた。人間やエルフは主に西方語やシンダール語を日常語として使用し、クウェンヤは儀礼や挨拶に使われる高尚な教養言語として扱われていた。クウェンヤはいわば中つ国のラテン語と言える。エルフの共通語であるシンダール語は公式な言語として書き言葉としても使用されると想定されており、またすべてのエルフが常用の話し言葉としていた。しかしながら、ノルドールは依然としてクウェンヤを価値あるものとして扱っており、フロドの挨拶 elen síla lúmenn' omentielvo（「エレン シラ ルメン オメンティエルボ われらのあい出会う時、一つ星が輝く」『旅の仲間』上巻第3章）に対する態度からそれを知ることができる。言語が流謫を経て発展し続け、伝承の言語としての調整を行ったので、流謫のノルドールのクウェンヤは多少ヴァリノールのクウェンヤと異なっていた。発音にもいくらかの変更があった。

## 音韻論

### 母音
クウェンヤは音声と同じように長さで弁別される10の基本母音を持つ。
- a : [a]
- á : [ɑː]
- e : [ɛ]
- é : [eː]
- i : [i]
- í : [iː]
- o : [ɔ]
- ó : [oː]
- u : [u]
- ú : [uː]

### 子音
子音のほとんどは、特に以下のものに関して相当に確実である。
- h : ときどき [x]
- qu : [kʷ]
- nw : [nʷ]
- ng : [ŋ]
- ngw : [ŋʷ]
- hy : [ç]
- hw : [ʍ]
- ty : [c]
- ly : [ʎ]
- ny : [ɲ]

## 数字
- 詳細は「クウェンヤ数字」「クウェンヤ数字　リンク」も参照すること。

クウェンヤ数字は、十二進法を採用しており、数列が右から左に進むのが特徴である。通常は左が大きい桁で「百四十四の位｜十二の位｜一の位」の順に進むのに対して、クウェンヤ数字は左が小さい桁で「一の位｜十二の位｜百四十四の位」の順に進む。
| 十進英数字 | 十二進英数字 | クウェンヤ数字 | クウェンヤ数詞 |
| ---------- | ------------ | -------------- | -------------- |
| 0          | 0            | ð              | -              |
| 1          | 1            | ñ              | min            |
| 2          | 2            | ò              | atta           |
| 3          | 3            | ó              | neldë          |
| 4          | 4            | ô              | canta          |
| 5          | 5            | õ              | lempë          |
| 6          | 6            | ö              | enquë          |
| 7          | 7            | ÷              | otso           |
| 8          | 8            | ø              | toldo          |
| 9          | 9            | ù              | nertë          |
| 10         | A            | ú              | quain          |
| 11         | B            | û              | minquë         |
| 12         | 10           | ðñ             | rasta          |

| 十進英数字 | 十二進英数字 | クウェンヤ数字 | クウェンヤ数詞 |
| ---------- | ------------ | -------------- | -------------- |
| 13         | 11           | ññ             | min rasta      |
| 14         | 12           | òñ             | atta rasta     |
| 15         | 13           | óñ             | neldë rasta    |
| 16         | 14           | ôñ             | canta rasta    |
| 17         | 15           | õñ             | lempë rasta    |
| 18         | 16           | öñ             | enquë rasta    |
| 19         | 17           | ÷ñ             | otso rasta     |
| 20         | 18           | øñ             | toldo rasta    |
| 21         | 19           | ùñ             | nertë rasta    |
| 22         | 1A           | úñ             | quain rasta    |
| 23         | 1B           | ûñ             | minquë rasta   |
| 24         | 20           | ðò             | yurasta        |

| 十進英数字 | 十二進英数字 | クウェンヤ数字 | クウェンヤ数詞 |
| ---------- | ------------ | -------------- | -------------- |
| 12         | 10           | ðñ             | rasta          |
| 24         | 20           | ðò             | yurasta        |
| 36         | 30           | ðó             | nelerasta      |
| 48         | 40           | ðô             | canarasta      |
| 60         | 50           | ðõ             | leperasta      |
| 72         | 60           | ðö             | enerasta       |
| 84         | 70           | ð÷             | otorasta       |
| 96         | 80           | ðø             | tolorasta      |
| 108        | 90           | ðù             | neterasta      |
| 120        | A0           | ðú             | quairasta      |
| 132        | B0           | ðû             | minquairasta   |

| 十進英数字 | 十二進英数字 | クウェンヤ数字 | クウェンヤ数詞 |
| ---------- | ------------ | -------------- | -------------- |
| 12         | 10           | ðñ             | rasta          |
| 144        | 100          | ððñ            | tuxa           |
| 1728       | 1000         | ðððñ           | mencë          |
| 20736      | 10000        | ððððñ          | rastamencë     |

| 十進英数字 | 十二進英数字 | クウェンヤ数字 | クウェンヤ数詞                  |
| ---------- | ------------ | -------------- | ------------------------------- |
| 50         | 42           | òô             | atta canarasta                  |
| 90         | 76           | ö÷             | enquë otorasta                  |
| 333        | 239          | ùóò            | nertë nelerasta yutuxa          |
| 1080       | 760          | ðö÷            | enerasta ototuxa                |
| 8848       | 5154         | ôõñõ           | canta leperasta tuxa lepemmencë |